# Alina Kowalowa
Alina Kowalowa (ros. Алина Ковалева; ur. 18 lutego 1993) – rosyjska curlerka.
Kowalowa curling uprawia od 2008, jest zawodniczką klubu Adamant. W parze z Aleksiejem Cełousowem rywalizowała w Mistrzostwach Świata Par Mieszanych 2011. Rosjanie z 2. miejsca w grupie awansowali do ćwierćfinału, w którym pokonali 8:5 Japończyków (Kenji Tomabechi, Michiko Tomabechi). Wynikiem 9:7 byli również lepsi w półfinale od Szwedów (Anders Kraupp, Sabina Kraupp). Para ta zdobyła srebrne medale ulegając w ostatnim meczu 2:11 Szwajcarom (Sven Michel, Alina Pätz).
W Mistrzostwach Świata Juniorów 2013 Alina grając na trzeciej pozycji dowodziła reprezentacją kraju. Rosjanki do fazy finałowej zakwalifikowały się po wygranym meczu barażowym przeciwko Szwecji (Sara McManus). Zespół ten wygrywając trzy kolejne spotkania sięgnął po tytuły mistrzowskie. Curlerki z Rosji pokonały kolejno 4:2 Czeszki (Zuzana Hájková), 8:6 Japonki (Sayaka Yoshimura) i 6:5 broniące złotych medali Szkotki (Hannah Fleming). Rok później zespół Kowalowej awansował do fazy finałowej z 3. miejsca Round Robin. W meczu 3-4 Rosjanki uległy 4:5 Szwedkom (Isabella Wranå), w meczu o brązowe medale ponownie rywalizowały przeciwko drużynie Trzech Koron, tym razem Rosjanki wygrały 11:4
Kowalowa wystąpiła na Mistrzostwach Europy Mikstów 2014. Reprezentacja Rosji przeszła przez rundę grupową i awansowała do ćwierćfinału, gdzie zmierzyła się ze Szwecją (Patric Mabergs). Rosjanie przegrywając 5:6 zajęli 5. miejsce.

## Drużyna
|           | Czwarta          | Trzecia        | Druga              | Otwierająca          |
| --------- | ---------------- | -------------- | ------------------ | -------------------- |
| 2013/2014 | Julija Portunowa | Alina Kowalowa | Uliana Wasiljewa   | Anastazja Bryzgałowa |
| 2012/2013 | Julija Portunowa | Alina Kowalowa | Aleksandra Saitowa | Oksana Giertowa      |

Drużyny mikstowe
|           | Czwarty/-a       | Trzeci/-a      | Drugi/-a            | Otwierający/-a |
| --------- | ---------------- | -------------- | ------------------- | -------------- |
| 2014/2015 | Aleksiej Cełusow | Alina Kowalowa | Aleksiej Timofiejew | Elena Efimowa  |